# TermBase eXchange
TermBase eXchange (TBX) — це міжнародний стандарт (ISO 30042:2019) подання структурованих термінологічних даних, спільно розроблений Міжнародною організацією зі стандартизації (ISO) та Localization Industry Standards Association (LISA). Спершу стандарт був оприлюднений у 2002 році спеціальною групою OSCAR, яка входить до складу LISA. У 2008 році стандарт TBX був прийнятий ISO TC 37. У 2019 році стандарт ISO 30042:2008 було скасовано, переглянуто і замінено стандартом ISO 30042:2019. Нині він доступний як стандарт ISO та як відкритий галузевий стандарт, користування яким безкоштовне.
Стандарт TBX визначає заснований на XML формат для обміну термінологічними даними. Фактично це «галузевий стандарт обміну термінологією». В операційній системі Windows являє собою файл із розширенням «TBX».

## Програми, які підтримують формат TBX
- OmegaT
- SDL MultiTerm
- Alchemy Catalyst
- Across Language Server
- Lingotek
- memoQ
- MemSource
- Atril Déjà Vu

## Використання
- IATE (Inter-Active Terminology for Europe) — це міжвідомча термінологічна база даних ЄС, яка використовується в установах та агентствах ЄС з літа 2004 року для збору, розповсюдження та спільного управління термінологією, специфічною для ЄС. Багатомовні бази даних IATE можна завантажити у форматі ZIP, а потім за допомогою безкоштовного інструмента створити багатомовні глосарії у форматі TBX.
- OpenTMS[en] — система керування перекладами з відкритим вихідним кодом.
- XLIFF (XML Localization Interchange File Format): формат на основі XML, створений для стандартизації способу передачі локалізованих даних між інструментами в процесі локалізації, а також загальний формат для файлів CAT-інструментів.